# Fusariosis

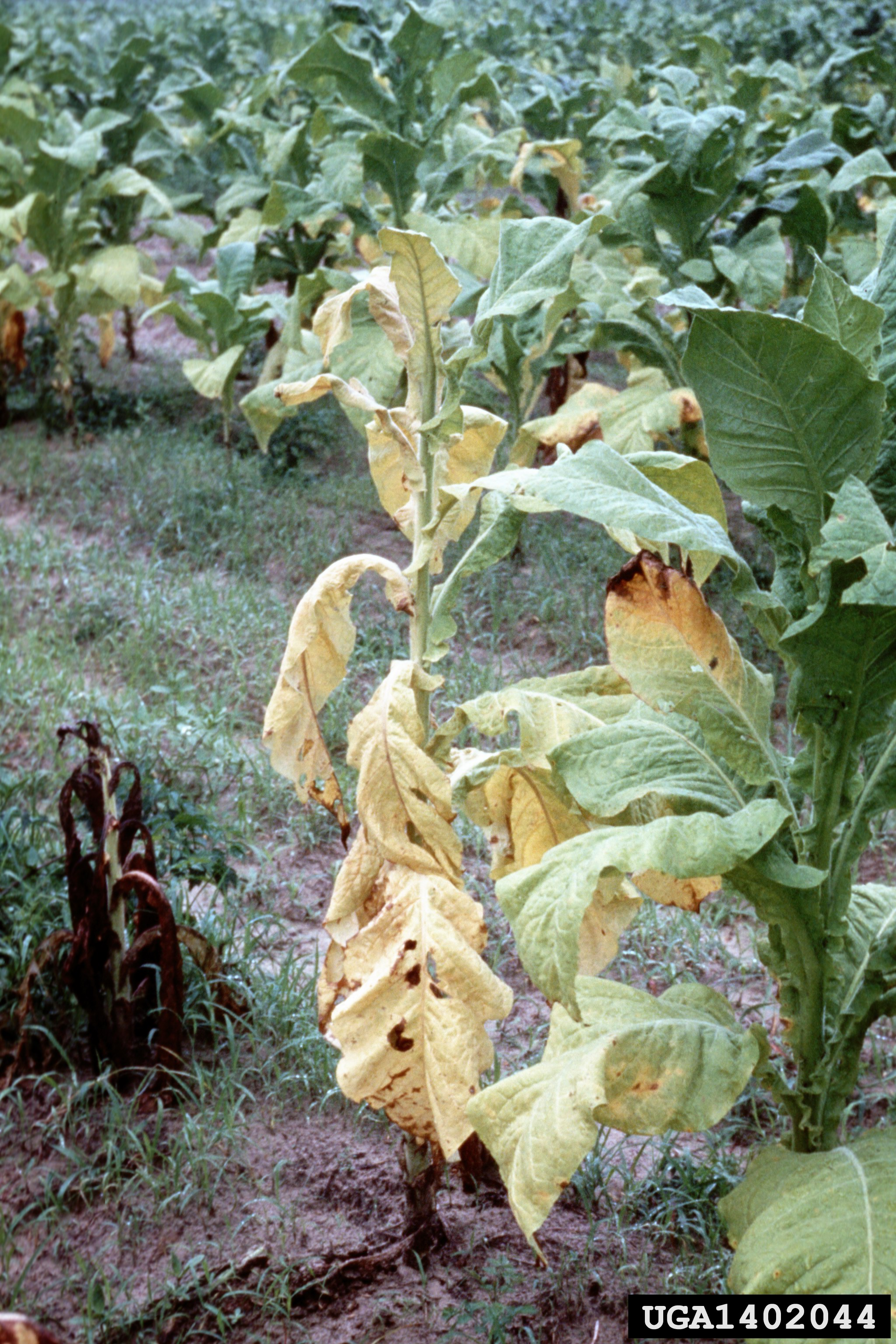
Fusariosis en una planta de tabaco (Nicotiana tabacum).

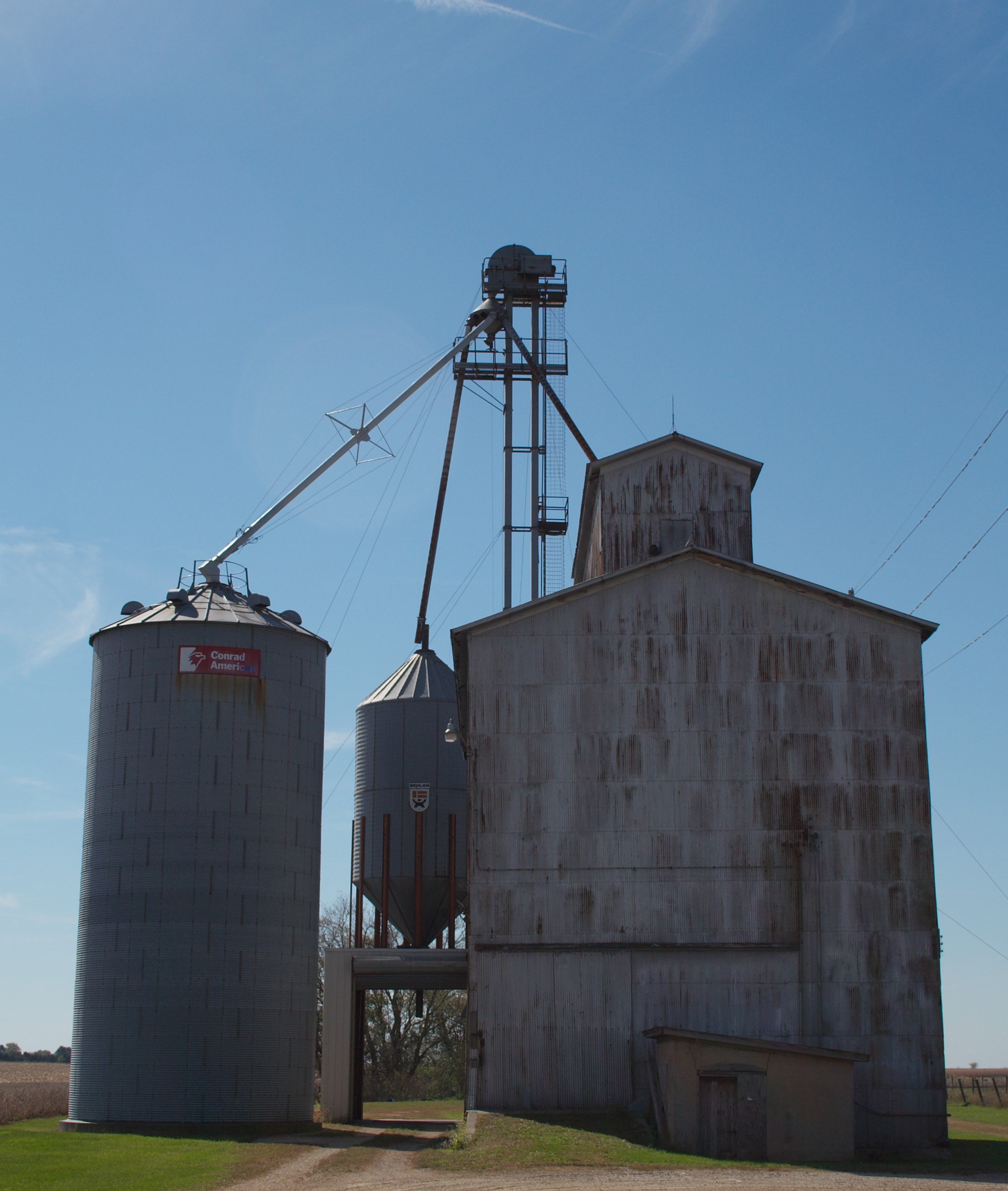
Los silos de almacenamiento de cereales son lugares susceptibles de ser infectados por el hongo fusarium.

La fusariosis es una enfermedad común de las plantas y a veces de los animales, causada por ciertos hongos descomponedores del género Fusarium, comúnmente encontrados en la tierra, pero teniendo en estos casos un desarrollo parásito.
Se desarrolla en los cultivos (con riesgos más o menos importantes en función de las condiciones climáticas de la primavera), o en los silos, o lugares de almacenamiento. Su desarrollo varía ampliamente según las plantas y las variedades consideradas y en función de las condiciones meteorológicas en el momento de la infección y de principios de la floración (con tiempo seco, no aparece la infección).
Hay muchas especies de Fusarium, de los que sólo algunos son patógenos o susceptibles de emitir micotoxinas (fusariotoxinas en este caso), que plantean problemas en la agricultura o en medicina humana y para la industria alimentaria.

## Síntomas
Esta enfermedad causa grandes pérdidas en cultivos de todo el mundo ya que el agente causal se encuentra ampliamente distribuido y suele ser muy destructivo. En general se manifiesta como un marchitamiento más o menos rápido, empardecimiento y muerte de hojas y partes tiernas pudiendo llegar incluso a causar la muerte de toda la planta. La sintomatología depende del estado de la planta en la que se produzca. Si ocurre en estadios muy tempranos del desarrollo se produce un marchitamiento global de la planta acompañado de epinastia y defoliación que finalmente puede conducir a la muerte de la planta. Sin embargo, si la enfermedad afecta a plantas en estadios de desarrollo más avanzados, el desarrollo de la enfermedad es más lento, produciéndose también epinastia acompañada de un retraso en el crecimiento. La progresión de la enfermedad en estas plantas conduce en primera instancia a la pérdida del color verde de las hojas inferiores volviéndose amarillentas, seguido de un marchitamiento de las hojas jóvenes y defoliación. Las hojas que permanecen en la planta terminan por presentar necrosis y finalmente la planta puede morir. Esta sintomatología suele ser asimétrica, es decir, se produce en un lado de la planta y progresa hacia la parte superior del tallo. Un síntoma característico de esta enfermedad es el color pardo que muestran los haces vasculares por los que el patógeno progresa a lo largo de la planta, desde las raíces hacia la parte superior.
Entre los cereales:
- después de la floración las espiguillas se queman precozmente.
- más adelante los granos enfermos adquieren un aspecto rugoso, se vuelven marrón claro, rosados o blanco grisáceos.

## Propagación
La fusariosis persiste en invierno en el suelo o en los granos infectados, en las pajas o en los restos de los cultivos sobre el terreno. Una alta humedad y temperaturas cálidas fomentan la maduración de los peritecios en los residuos de la cosecha del año anterior (notablemente si ya estaban contaminados) con la emisión de ascosporas. El viento disemina luego las esporas, que germinarán en la floración (si la humedad está cercana al 100% durante 2 a 3 días, la mejor germinación se da entre los 20 - 25 °C) y luego colonizan las flores y, a continuación las espigas.
Incubación de las esporas: de 3 a 5 días (dependiendo de las condiciones externas).

## Ecotoxicología
Diversos géneros de Fusarium producen diferentes familias de fusariotoxinas:
- Pseudigraminearum Fusarium, F. graminearum, F. flocciferum,  F.cerealis, F.culmorum producen tricotecenos B (DON, A-DON, NIV) o d zearalenona;
- F. lumulosporum, F. venenatum, F. robustum, F. tumidum, F. sambicinum, F. poae, F. langsethiae y F. sporotrichioides segregan tricotecenos (T-2, HT-2) o tricotecenos B (NIV, FX);
- F. verticilloïdes, F.sacchari, F. fujikuroi, F. proliferatum,  F. subglutinans y F. nygamai produce fumonisina s o Beauvericine o Monoliformine.

## Costes y consecuencias
La fusiarosis pueden perturbar la alimentación del ganado que es alimentado con granos o vegetales infectados o contaminados por las micotoxinas, incluyendo;
- DON (micotoxina) (deoxinivalenol, que una vomitoxina): Umbral de 1 750 ppb (el 01/07/07)
- ZEA (zearalenona): umbral de 200 ppb (el 01/07/07)
- Fumonisinas B1/B2: Umbral 2 000 ppb (el 01/10/07)
- T2/HT2 (en evaluación).

La mayoría de los animales afectados pueden negarse a comer, presentan vómitos y pérdida de peso.
Un alto nivel de contaminación en el trigo produce una harina poco panificable (que no fermenta normalmente y produce un pan que crece menos. La cebada atacada por la fusariosis produce una cerveza de menor calidad y de espuma anormal.

## Tratamiento
Es necesario un tratamiento preventivo en los campos, manteniendo una rotación de cultivos, equilibrando el suelo y plantando cultivos genéticamente diversos y adaptados al suelo y a los microorganismoss locales. No replantar dos años seguidos la misma especie en un sitio afectado, o dar un descanso y no regar en el momento de la floración, utilizar herramientas desinfectadas para la siembra y la cosecha y recolectar durante los meses más secos posible, pueden ser formas de limitar los riesgos.
Si un cultivo ha sido contaminado, se recomienda una buena gestión de los residuos (por ejemplo, una molienda fina y un enterramiento parcial de los rastrojos para acelerar su biodegradación). Un suelo rico en diversidad biológica se considera que es menos favorable a los ataques de hongos de este tipo.
Se prescriben plaguicidas (fungicida s) por los fabricantes en el momento de la floración (para los cereales, a fin de proteger la futura espiga). Los triazoles limitan el crecimiento del hongo fusarium en las espigas y, por tanto, la acumulación de toxinas en la planta.

## Reglamentación
Varios países y comunidades (incluyendo la Unión Europea), han establecido límites que no se pueden exceder para distintos productos. Estas normas varían según la fusariotoxina, y según el uso alimentario que después va a tener el producto, según vaya a ser consumido por adultos o por niños, y también en función de su destino humano o animal.
Por ejemplo, en Europa, los niveles máximos de toxinas en los alimentos se han publicado en DOCE. Sin embargo, las normas sobre tricotecenos (para la toxina T2 y H-T2) seguían en redacción a mediados de 2008.

## Caso particular
En el Norte de África, la fusariosis, localmente llamada bayoud, ataca sobre todo a la palmera. Se propaga actualmente por Mauritania, Egipto por Israel, Grecia y Turquía. Esta enfermedad es causada por el hongo Fusarium oxysporum  f. sp. albedinis, que se infiltra a través de las raíces y los vasos para alcanzar todas las partes de la planta, causando su destrucción total.

La enfermedad es conocida en Argelia desde 1898. Desde su introducción, este país ha perdido más de tres millones de árboles.

los medios de lucha curativos contra este flagelo no son muy eficaces. Los únicos métodos que se recomiendan son:
- la prevención (limitar el intercambio de materia vegetal entre las palmeras),
- el control químico (tratando con iprodiona, caro pero con efecto inmediato),
- la lucha genética mediante la selección de variedades resistentes ( manteniendo una diversidad genética de forma que no se faciliten los cambios de adaptación y expansión geográfica del hongo).
- La prevención consistente en que no se difunda el material contaminado